# 武尔勒
武尔勒（法語：Vourles，法語發音：[vuʁl]）是法国罗讷省的一个市镇，属于里昂区。

## 地理
武尔勒（45°39'32"N, 4°46'24"E）面积5.6 平方千米，位于法国奥弗涅-罗讷-阿尔卑斯大区罗讷省，该省份为法国中东部省份，北起顺时针与索恩-卢瓦尔省、安省、里昂大都会、伊泽尔省和卢瓦尔省接壤。
与武尔勒接壤的市镇（或旧市镇、城区）包括：布里涅、沙尔利、米耶里、蒙塔尼、奥尔列纳、圣热尼拉瓦勒。
武尔勒的时区为UTC+01:00、UTC+02:00（夏令时）。

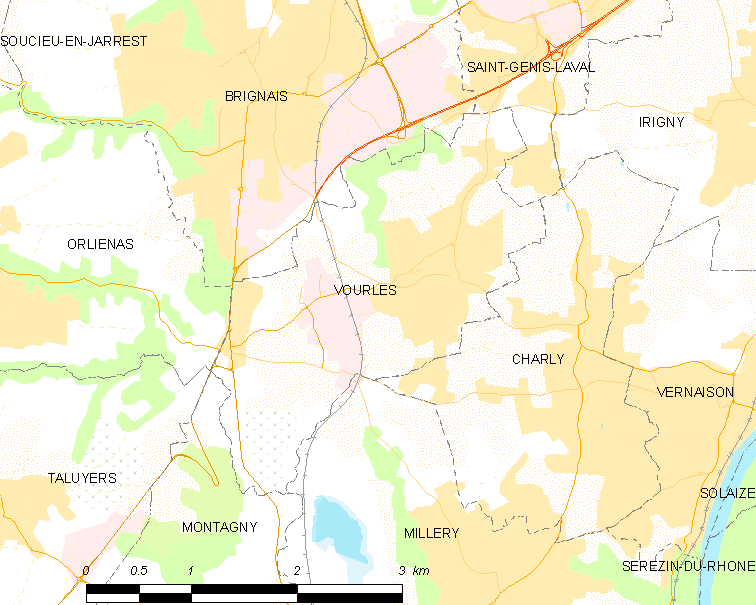
武尔勒的OSM定位图

## 行政
武尔勒的邮政编码为69390，INSEE市镇编码为69268。

## 政治
武尔勒所属的省级选区为布里涅县。

## 人口

1962-2008年间武尔勒人口变化图示

武尔勒于2022年1月1日时的人口数量为3353人。